# Sociaaldemocratische Partij van Oostenrijk

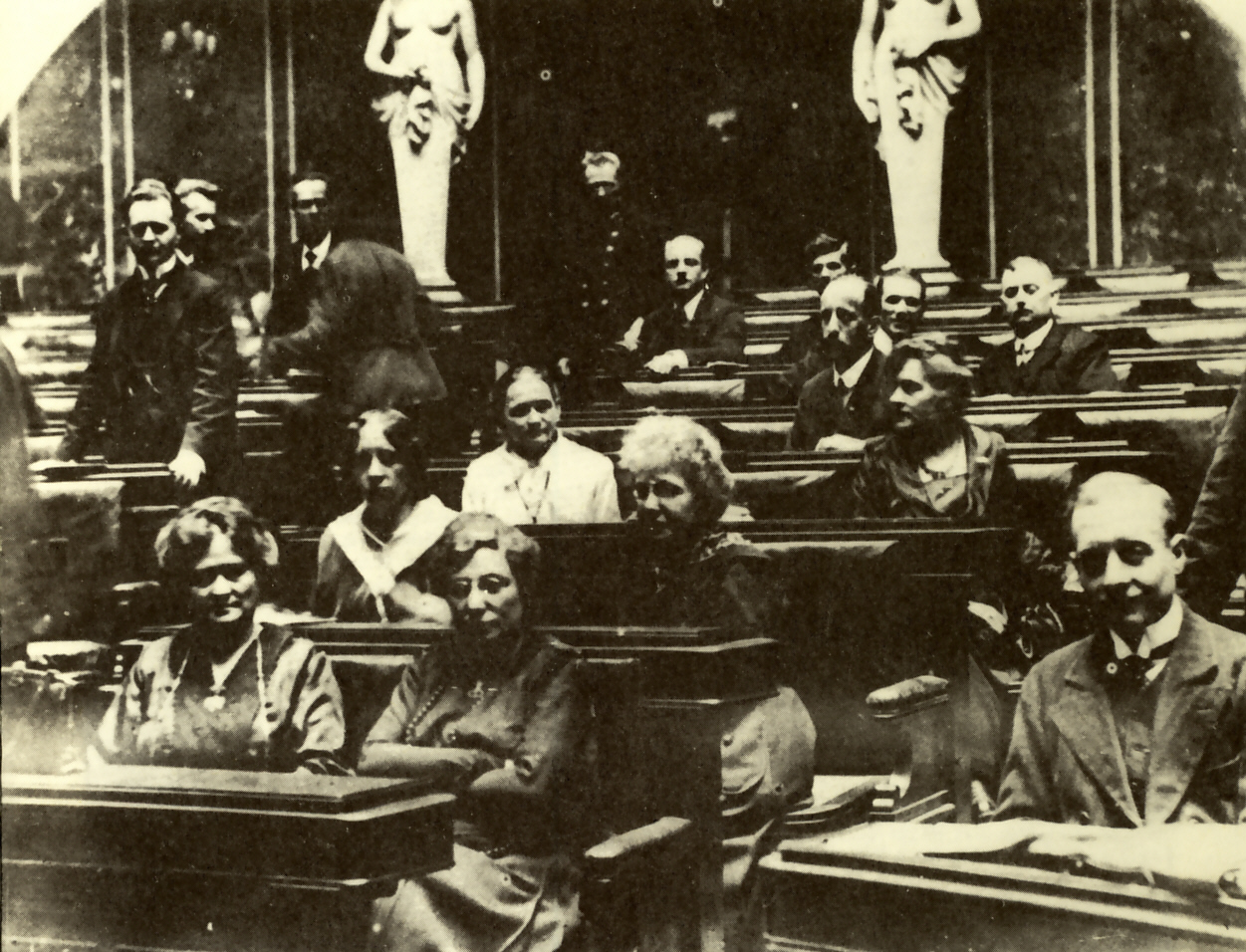
De sociaaldemocraten in de Nationale Raad, 4 maart 1919, met de eerste vrouwelijke gekozenen

De Sociaaldemocratische Partij van Oostenrijk SPÖ (Duits: Sozialdemokratische Partei Österreichs) is een politieke partij in Oostenrijk. Het is met de Oostenrijkse Volkspartij een van de twee grote partijen in het land. De SPÖ voert een sociaaldemocratische politiek.

## De SDAPÖ tot 1934
Er bestonden in Oostenrijk-Hongarije in de negentiende eeuw bestonden al verschillende sociaaldemocratische partijen. Deze werden in 1889 verenigd in de Sozialdemokratische Arbeiterpartei Österreichs SDAPÖ. De SDAPÖ was al een succesvolle partij in Oostenrijk-Hongarije, toen het land nog een monarchie was. De eerste partijvoorzitter was Viktor Adler, een vrij gematigde socialist. Net als andere socialistische leiders in Europa streed hij voor algemeen kiesrecht, en op 28 november 1905 wist hij Wenen lam te leggen met een algemene staking voor dat doel. En met succes.
Bij de eerste verkiezingen met algemeen stemrecht in 1907 werd de SDAPÖ de op een na grootste partij in de rijksraad en in 1911 de grootste partij. Tijdens de eerste jaren van de Eerste Wereldoorlog steunde de SDAPÖ in grote mate de regering van Oostenrijk-Hongarije onder Karl von Stürgkh.
De steun aan de regering verminderde naarmate de oorlog langer ging duren dan gedacht. De radicale vleugel begon zich te roeren en in oktober 1916 werd Von Stürgkh, de premier van Oostenrijk, door Friedrich Adler, zoon van Viktor Adler, vermoord. De gematigden onder Karl Renner bleven de regering nog beperkt steunen, doch de radicalere factie onder Otto Bauer nam een pacifistisch standpunt in. Zowel op advies van de SDAPÖ als op advies van de Christelijk-Sociale Partij werd in november 1918 de republiek uitgeroepen. Er werd een coalitieregering gevormd onder de SDAPÖ'er Karl Renner, waar zowel de sociaaldemocraten als de christelijk-socialen deel van uitmaakten.
Het leek er in het voorjaar van 1919 op dat de radicale elementen binnen de SDAPÖ en de Communistische Partij van Oostenrijk probeerden de nieuwe regering omver te werpen en een radenrepubliek, een socialistische republiek, te stichten. Loyale regeringstroepen, socialistische gardes en vrijkorpsen verijdelden deze poging.
De SDAPÖ werd in 1919 werd na de verkiezingen de grootste fractie binnen de Nationale Raad. De coalitie onder Renner werd voortgezet, doch viel in 1920 na interne conflicten. De regering zou pas na 1945 weer door een socialist worden geleid. De stad Wenen bleef echter een door de SDAPÖ bestuurde stad.
De SPÖ richtte in 1924 een paramilitaire afdeling op, de Republikanischer Schutzbund. Dit was toen in Oostenrijk gebruikelijk, iedere grotere partij had zijn eigen partijmilitie. De partij aanvaardde in 1926 het Linzer Programm, het Programma van Linz, van partijleider Otto Bauer. In het programma werd opgeroepen tot nationalisering van particulier eigendom, hervormingen en de verdediging van de republiek.
Engelbert Dollfuss kwam in 1932 aan de macht. Hij was een lid van de Christelijk-Sociale Partij CSP. Dollfuss was fel tegen de SDAPÖ, verbood de partij in 1934 en maakte van Oostenrijk een eenpartijstaat met alleen het Vaderlands Front. Er brak een korte, doch heftige burgeroorlog tussen de sociaaldemocratische milities en de regeringstroepen en de door hen gesteunde Heimwehr uit, die in het voordeel van de regering werd beslecht.

## De SPÖ na de Tweede Wereldoorlog
De sociaaldemocraten hadden zich niet tegen de Anschluss verzet, maar tijdens de Tweede Wereldoorlog traden er sociaaldemocratische verzetsgroepjes tegen de Duitsers op.
De socialistische partij werd op 14 april 1945 onder de naam Sozialistische Partei Österreichs SPÖ heropgericht. Adolf Schärf werd de eerste bondsvoorzitter van de SPÖ. Na de oorlog werd Karl Renner opnieuw bondskanselier. Hij stond aan het hoofd van een coalitieregering met de Oostenrijkse Volkspartij ÖVP, de vroegere CSP. Hij maakte in december 1945 al plaats voor de ÖVP'er Leopold Figl, die de coalitie voortzette.
De SPÖ was in de jaren vijftig en de jaren zestig net als andere sociaaldemocratische partijen in West- en Midden-Europa een typische pro-westerse partij. De SPÖ deed van 1966 tot 1970 niet aan de regeringsdeelname mee en schoof de naar links op. Bondsvoorzitter Bruno Kreisky werd in 1970 bondskanselier. De SPÖ regeerde van 1971 tot 1983 met een absolute meerderheid, van 1983 tot 1986 samen met de FPÖ en van 1986 tot 1999 was de ÖVP de regeringspartner.
De linkse koers van de SPÖ maakte eind jaren tachtig plaats voor een centrumlinkse koers. De naam werd in 1991 veranderd in Sozialdemokratische Partei Österreichs SPÖ.

## De 21e eeuw
Jörg Haider kwam met de FPÖ bij de parlementsverkiezingen van 1999 als grote winnaar uit de bus. Hoewel de Sozialdemokratische Partei Österreichs de grootste partij bleef, vormden de ÖVP en de FPÖ een regering. De SPÖ kwam daardoor in de oppositiebanken terecht. Alfred Gusenbauer werd in 2000 tot bondsvoorzitter van de SPÖ gekozen. De regering van de ÖVP en de FPÖ kwam in 2002 ten val, maar bij de verkiezingen bleef de ÖVP de grootste en kwam er opnieuw een regering met de FPÖ. De SPÖ boekte echter wel winst. Er was in het parlement maar vijf zetels verschil tussen de ÖVP-FPÖ en de SPÖ. De SPÖ haalde bij de parlementsverkiezingen van 2006 een verrassende verkiezingszege, ondanks het recente vakbondsschandaal waarin de BAWAG en ÖGB waren verwikkeld waren. Alfred Gusenbauer werd daardoor op 11 januari 2007 de nieuwe bondskanselier van een regering bestaande uit een coalitie van SPÖ en ÖVP. Deze regering viel in juli 2008 en in september van dat jaar vonden er nieuwe verkiezingen plaats. Werner Faymann, de nieuwe partijvoorzitter van de SPÖ, vormde een regering met de ÖVP en werd de nieuwe bondskanselier.
Faymann trad op 9 mei 2016 uit eigen beweging uit alle politieke functies terug, omdat hij naar eigen zeggen niet genoeg steun van zijn partij had voor het gevoerde beleid. De burgemeester van Wenen, Michael Häupl, nam voorlopig de leiding van de SPÖ over. President Fischer benoemde vice-kanselier Reinhold Mitterlehner van de ÖVP tot interim-kanselier. De SPÖ koos op 13 mei 2016 Christian Kern, de bestuursvoorzitter van de Oostenrijkse spoorwegmaatschappij ÖBB, als opvolger van Faymann. De landelijke SPÖ-afdelingen waren het op 12 mei daar al over eens geworden. Een andere kandidaat, Gerhard Zeiler, had zijn kandidatuur op diezelfde datum ingetrokken. Christian Kern werd op 17 mei 2016 als bondskanselier beëdigd en nam in juni van dat jaar het partijvoorzitterschap van de SPÖ van Michael Häupl over.
Bij de parlementsverkiezingen van 2017 bleef de SPÖ onder leiding van Kern stabiel op 52 zetels, maar dat was niet genoeg om de grootste te blijven. De partij werd door coalitiepartner ÖVP met 62 zetels voorbijgestreefd, die vervolgens een nieuwe regering met de FPÖ vormde. Kern werd op 18 december 2017 als bondskanselier door ÖVP-leider Sebastian Kurz opgevolgd, in september 2018 legde hij het voorzitterschap van de SPÖ neer en stelde zich namens de partij kandidaat voor de Europese Parlementsverkiezingen van 2019. Hij werd opgevolgd door Pamela Rendi-Wagner, waardoor de SPÖ voor het eerst in de geschiedenis door een vrouw wordt geleid.

## Partijnaam
- 1889-1918: Sozialdemokratische Arbeiterpartei (Österreichs) SDAP(Ö)
- 1918-1933: Sozialdemokratische Arbeiterpartei Deutschösterreichs SDAPDÖ
- 1945-1991: Sozialistische Partei Österreichs SPÖ
- 1991-heden: Sozialdemokratische Partei Österreichs SPÖ

### Standpunten 2019
De volgende standpunten werden door de SPÖ ingenomen in aanloop naar de parlementsverkiezingen van 2019:
| Standpunt                                                    |
| Invoeren van een basisinkomen                                |
| Werkweek verkorten naar 30 uur                               |
| Verlaging bedrijfsbelasting                                  |
| Verhoging pensioenleeftijd                                   |
| Invoeren van algemene studiekosten                           |
| Vrouwenquote van 50% voor kandidatenlijsten bij verkiezingen |
| Vergoeding van abortussen door de verzekering                |
| Werkvergunning voor asielzoekers                             |
| Terugsturen van allochtonen die een misdrijf plegen          |
| Partijfinancieringen controleren en eventueel bestraffen     |
| Belasting op radio en televisie afschaffen                   |
| Verplichte vaccinatie voor kinderziektes                     |
| Invoeren statiegeld op drankverpakkingen                     |
| Invoeren CO2-belasting                                       |
| Bron: Wahlkabine                                             |

## Prominente SPÖ-leden
- Viktor Klima, Bondskanselier 1997-2000
- Heinz Fischer, Bondspresident sinds 2004

## Verkiezingsresultaten1945-heden
| Jaar | Percentage | Zetels | Verschil |
| ---- | ---------- | ------ | -------- |
| 1945 | 44,60%     | 76     | 6        |
| 1949 | 38,70%     | 67     | 9        |
| 1953 | 42,10%     | 73     | 6        |
| 1956 | 43,05%     | 74     | 1        |
| 1959 | 44,78%     | 78     | 4        |
| 1962 | 44,0%      | 76     | 2        |
| 1966 | 42,56%     | 74     | 2        |
| 1970 | 48,42%     | 81     | 7        |
| 1971 | 50,04%     | 93     | 12       |
| 1975 | 50,42%     | 93     | 0        |
| 1979 | 51,03%     | 95     | 2        |
| 1983 | 47,65%     | 90     | 5        |
| 1986 | 43,11%     | 80     | 10       |
| 1990 | 42,78%     | 80     | 0        |
| 1994 | 34,92%     | 65     | 15       |
| 1995 | 38,06%     | 71     | 6        |
| 1999 | 33,15%     | 65     | 6        |
| 2002 | 36,51%     | 69     | 4        |
| 2006 | 35,30%     | 68     | 1        |
| 2008 | 29,70%     | 58     | 10       |
| 2013 | 26,82%     | 52     | 6        |
| 2017 | 26,90%     | 52     | 0        |
| 2019 | 21,18%     | 40     | 12       |
| 2024 | 21,14%     | 41     | 1        |

## Bondspresidenten 1945-heden
De Bondspresident is het federale staatshoofd van Oostenrijk.
| Afbeelding | Persoon                  | Periode                          | Opmerking              |
| ---------- | ------------------------ | -------------------------------- | ---------------------- |
|            | Karl Renner 1870-1950    | 29 april 1945 — 31 december 1950 | † tijdens ambtsperiode |
|            | Theodor Körner 1873-1957 | 21 juni 1951 - 4 januari 1957    | † tijdens ambtsperiode |
|            | Adolf Schärf 1890-1965   | 22 mei 1957 — 28 februari 1965   | † tijdens ambtsperiode |
|            | Franz Jonas 1899-1974    | 9 juni 1965 — 24 april 1974      | † tijdens ambtsperiode |
|            | Heinz Fischer *1938      | 8 juli 2004 — 8 juli 2016        |                        |

## Bondskanseliers 1945-heden
De Bondskanselier is het hoofd van de regering.
| Afbeelding | Persoon                 | Periode                           | Kabinet(ten) |
| ---------- | ----------------------- | --------------------------------- | --- |
|            | Karl Renner 1870-1950   | 27 april 1945 — 20 december 1945  | Voorlopige Staatsregering 27.04.1945-20.12.1945 |
|            | Bruno Kreisky 1911-1990 | 21 april 1970 — 24 mei 1983       | Kreisky I 21.04.1970-04.11.1971 Kreisky II 04.11.1971-28.10.1975 Kreisky III 28.10.1975-05.06.1979 Kreisky IV 05.06.1979-24.05.1983                                           |
|            | Fred Sinowatz 1929-2008 | 24 mei 1983 — 16 juni 1986        | Sinowatz 24.05.1983-16.06.1986 |
|            | Franz Vranitzky *1937   | 16 juni 1986 — 28 januari 1998    | Vranitzky I 16.06.1986-21.01.1987 Vranitzky II 21.01.1987-17.12.1990 Vranitzky III 17.12.1990-29.11.1994 Vranitzky IV 29.11.1994-12.03.1996 Vranitzky V 12.03.1996-28.01.1997 |
|            | Viktor Klima *1947      | 28 januari 1998 — 4 februari 2000 | Klima 28.01.1998-04.02.2000 |
|            | Alfred Gusenbauer *1960 | 11 januari 2007 — 2 december 2008 | Gusenbauer 11.01.2007-02.12.2008 |
|            | Werner Faymann *1960    | 2 december 2008 — 9 mei 2016      | Faymann I 02.12.2008-16.12.2013 Faymann II 16.12.2013-18.05.2016 |
|            | Christian Kern *1966    | 17 mei 2016 — 18 december 2017    | Kern 17.05.2016-18.12.2017 |

## Bondsvoorzitters van de SPÖ
| Afbeelding | Persoon                    | Periode     |
| ---------- | -------------------------- | ----------- |
|            | Adolf Schärf 1890-1965     | 1945 — 1957 |
|            | Bruno Pittermann 1905-1983 | 1957 — 1967 |
|            | Bruno Kreisky 1911-1990    | 1967 — 1983 |
|            | Fred Sinowatz 1929-2008    | 1983 — 1988 |
|            | Franz Vranitzky *1937      | 1988 — 1997 |
|            | Viktor Klima *1947         | 1997 — 2000 |
|            | Alfred Gusenbauer *1960    | 2000 — 2008 |
|            | Werner Faymann *1960       | 2008 — 2016 |
|            | Christian Kern *1966       | 2016 — 2018 |
|            | Pamela Rendi-Wagner *1971  | sinds 2018  |

## Websites
- (de)  officiële website
- (de)  "Den Nationalsozialisten in die Hände getrieben". gearchiveerd, over de geschiedenis van de SPÖ tussen 1970 en 2000

Aantal zetels tussen haakjes
Onderstreepte partijen maken deel uit van het kabinet-Stocker (2025-heden)